# كريس باك
كريس باك (بالإنجليزية: Chris Back)‏ هو سياسي أسترالي سابق، وكان عضوًا في الحزب الليبرالي في مجلس الشيوخ الاسترالي لغرب أستراليا منذ عام 2009 وحتى استقالته في عام 2017.